# Altan Urag
Altan Urag (монг. Алтан Ураг; «Золотий рід») — монгольський фольк-роковий гурт, утворений 2002 року, поєднує монгольську традиційну музику із сучасними тенденціями в рок-музиці.
Всі учасники гурту здобули музичну освіту на традиційних монгольських інструментах, грають на морінхурі, іх-хурі, бішгуурі та йочині, у вокалі використовують елементи горлового співу та протяжної пісні (уртын дуу). Музику гурту було використано у фільмах «Хадак» (2006) та «Монгол» (2007)

## Учасники
- Баатар Ерденебат (Erka) — йорчир, фортепіано
- Маґсарджав Чімедтоґтох (Chimidee) — дудка, горловий спів
- Цевеен Ґанґаа (Gangaa) — іх-хур
- Пуревджал Оюунбілеґ (Oyunaa) — морінхур
- Боролдой Болортунґалаґ (Tungaa) — барабани, перкусія
- Буренбех Бурентуґс (Burnee) — морінхур, горловий спів
- Хенмедех Ерденецецеґ

## Дискографія
- Унага төрөв [Foal's Been Born] (2004)
- Made in Altan Urag (2006)
- Hypnotism (2008)
- Blood (2009)
- Nation (2010)
- Once Upon a Time in Mongolia (2010)